# Economia da Região do Norte de Portugal
A economia da Região do Norte de Portugal registou no ano de 2021 um produto interno bruto regional de 64,7 mil milhões de euros, sendo assim a segunda maior região nacional com o maior PIB regional, apenas atrás da Área Metropolitana de Lisboa. Cresceu 7,3 % em 2021, registando uma recuperação da pandemia de COVID-19, aonde teve um declínio de 5 %.